# Пітер Свон
Пітер Свон (англ. Peter Swan; 8 жовтня 1936, Шеффілд — 20 січня 2021) — англійський футболіст, що грав на позиції захисника. По завершенні ігрової кар'єри — тренер.
Довгі роки Свон грав за «Шеффілд Венсдей» з рідного міста, а також з 1960 по 1962 рік захищав кольори національної збірної Англії. Учасник чемпіонату світу 1962 року. У 1964 році отримав довічну дискваліфікацію від Футбольної асоціації Англії через скандал зі ставками, зняту лише в 1972 році.

## Клубна кар'єра

### Ранні роки
Свон народився в 1936 році в Вест-Йоркширі, в Саут-Елмсоллі, і був одним з семи дітей в сім'ї гірників. Незабаром після його народження сім'я переїхала в Армторп, недалеко від Донкастера, де Пітер почав грати у футбол в середній сучасній школі Армторпа. Спочатку його використовували на правому фланзі атаки, проте незабаром він перекваліфікувався на позицію центрального захисника. У 1952 році приєднався до молодіжної команди «Шеффілд Венсдей». У той же час Свон працював у вугільній шахті Армторпа. Тільки після підписання першого професійного контракту в листопаді 1953 року він зосередився на кар'єрі футболіста.

### «Шеффілд Венсдей»
У віці 18 років призваний на військову службу і провів там два роки у складі Королівського корпусу зв'язку як інструктор з фізичного виховання. Незважаючи на це, Пітеру дозволили продовжувати виступи за «Шеффілд Венсдей». Свон дебютував у другому дивізіоні 5 листопада 1955 року в матчі проти «Барнслі» (3:0), проте деякий час йому довелося очікувати прорив у своїй кар'єрі, оскільки в перших трьох сезонах його зазвичай використовували тільки тоді, коли Дон Макевой не міг грати. З кінця лютого 1958 року тренер Ерік Тейлор, а в наступному сезоні 1958/59 і його наступник Гаррі Каттерік стали випускати Свона в стартовому складі, а молодий захисник перетворився на ключового гравця клубу. Після виходу клубу у Вищий дивізіон в 1959 році він відіграв всі матчі чемпіонату в сезоні 1959/60 і, таким чином, в значній мірі посприяв завоюванню п'ятого місця. У наступному сезоні Свон посів друге місце з «совами», поступившись перемогу в турнірі клубу «Тоттенгем Готспур».

### Скандал зі ставками
Свон був одним з головних героїв відомого скандалу зі ставками в Англії на початку 1960-х років. Разом з Тоні Кеєм і Девідом Лейном, двома іншими гравцями «Шеффілд Венсдей», він брав участь в угоді, яка передбачала поразку їх власної команди в матчі проти «Іпсвіч Таун» 1 грудня 1962 року, в результаті «Іпсвіч» виграв з рахунком 2:0. В інтерв'ю The Times у 2006 році Свон заявив: «ми програли ту гру з „Іпсвічем“ по ділу, вони були сильнішими за нас, але я досі не впевнений, що б я робив, якби „ Шеффілд“ раптом почав вигравати. Може бути, заробив би для суперника пенальті або постарався б забити автогол. Хто знає?». У 1964 році Джиммі Голд, який був ініціатором змови, за винагороду в 7000 фунтів поділився інформацією про матч з газетою The People і розкрив імена всіх учасників угоди. Після цієї публікації почався судовий процес над усіма учасниками змови, як докази використали звукозаписи, що ясно показували винуватість Свона. Обвинувальний вирок ухвалено 26 січня 1965 року, і на додаток до чотиримісячного тюремного ув'язнення вирок передбачав довічну заборону щодо професійного футболу. Вважається, що в іншому випадку Свон міг би увійти до складу збірної Англії на переможний для неї чемпіонат світу 1966 року. За словами Пітера, одного разу тренер збірної Англії Альф Ремзі сказав йому, що той «може не переживати, оскільки знаходиться у верхній частині списку».
У пошуках нової роботи Свон спочатку працював продавцем автомобілів, а потім трактирником в Шеффілді і Честерфілді. У 1972 році футбольна асоціація Англії помилувала його і зняла заборону в цілому через вісім років.

### Повернення в футбол
Перед початком сезону 1972/73 років Свон знову приєднався до «Шеффілд Венсдей» і повернувся у футбол у матчі першого туру проти «Фулгема» (3:0). До цього моменту клуб знову став грати в другому дивізіоні. Серія з невдалих матчів і важка адаптація до зміненої за час дискваліфікації швидкості гри призвели до того, що захисник втратив місце в стартовому складі, а його виступ 11 листопада 1972 року в матчі проти «Оксфорд Юнайтед» (0:1) виявився останнім. Тренер Дерек Дулі пропонував Свону підписати ще один контракт на сезон 1973/74, але за умови, що той буде грати в резервній команді і тренувати молодих гравців. Замість цього футболіст перейшов в клуб четвертого дивізіону «Бері» після того, як перехід в «Честерфілд» зірвався. Свон забив гол у своєму дебютному матчі за нову команду проти «Торкі Юнайтед» всього через три хвилини, хоча до цього жодного разу не відзначався забитими м'ячами в чемпіонаті. Пітер був капітаном команди в сезоні 1973/74 і взяв участь у просуванні клубу в Третій дивізіон. Після року у складі «Бері» він завершив кар'єру, відхиливши пропозицію про підписання нового контракту з умовою щомісячного продовження.

## Виступи за збірну
Швидкий розвиток Свона призвів до того, що він став викликатися в збірні Англії: після трьох виступів за збірну до 23 років, з травня 1960 року він регулярно викликався до національної збірної Англії. 11 травня 1960 року футболіст провів свій перший матч за збірну проти Югославії (3:3), а востаннє вийшов на поле два роки по тому проти Швейцарії (3:1) 9 травня 1962 року, відігравши за цей час в цілому 19 матчів за збірну.
Також у травні 1962 року увійшов до заявки англійської збірної на чемпіонат світу 1962 року у Чилі, але в той час захворів тонзилітом. Незважаючи на те, що Свон вчасно відновився від хвороби і відправився з командою в Чилі, в Південній Америці він заразився дизентерією, пропустивши весь турнір, а основними центральними захисниками були Моріс Норман і Боббі Мур.

## Кар'єра тренера
Тренерський шлях Свона Розпочався влітку 1974 року в аматорському клубі «Матлок Таун», де він був граючим треном. Пітер відразу зумів вивести команду в основний раунд Кубка Англії, всього вдруге в історії клубу. Крім того, його підопічні вперше виграли Трофей Футбольної Асоціації і у фіналі обіграли фаворита, клуб «Скарборо» з рахунком 4:0.
Після закінчення другого сезону він покинув клуб з метою зайняти пост головного тренера в більш амбітній команді. Однак це бажання не збулося, і замість цього він очолював клуби нижчих дивізіонів «Ворксоп Таун» і «Бакстон».
У 1980 році Свон повернувся в «Матлок Таун», проте через невдалі результати покинув команду в грудні 1981 року, завершивши свою тренерську кар'єру.

## Статистика виступів

### Статистика виступів за збірну
| Дата       | Місто      | Господарі         | Результат | Гості             | Турнір             | Голи | Примітки |
| ---------- | ---------- | ----------------- | --------- | ----------------- | ------------------ | ---- | -------- |
| 11-5-1960  | Лондон     | Англія            | 3 – 3     | Югославія         | товариський матч   | -    |          |
| 15-5-1960  | Мадрид     | Іспанія           | 3 – 0     | Англія            | товариський матч   | -    |          |
| 22-5-1960  | Будапешт   | Угорщина          | 2 – 0     | Англія            | товариський матч   | -    |          |
| 8-10-1960  | Белфаст    | Північна Ірландія | 2 – 5     | Англія            | Домашній чемпіонат | -    |          |
| 19-10-1960 | Люксембург | Люксембург        | 0 – 9     | Англія            | Відбір до ЧС 1962  | -    |          |
| 26-10-1960 | Лондон     | Англія            | 4 – 2     | Іспанія           | товариський матч   | -    |          |
| 23-11-1960 | Лондон     | Англія            | 5 – 1     | Уельс             | Домашній чемпіонат | -    |          |
| 15-4-1961  | Лондон     | Англія            | 9 – 3     | Шотландія         | Домашній чемпіонат | -    |          |
| 10-5-1961  | Лондон     | Англія            | 8 – 0     | Мексика           | товариський матч   | -    |          |
| 21-5-1961  | Оейраш     | Португалія        | 1 – 1     | Англія            | Відбір до ЧС 1962  | -    |          |
| 24-5-1961  | Рим        | Італія            | 2 – 3     | Англія            | товариський матч   | -    |          |
| 27-5-1961  | Відень     | Австрія           | 3 – 1     | Англія            | товариський матч   | -    |          |
| 28-9-1961  | Лондон     | Англія            | 4 – 1     | Люксембург        | Відбір до ЧС 1962  | -    |          |
| 14-10-1961 | Кардіфф    | Уельс             | 1 – 1     | Англія            | Домашній чемпіонат | -    |          |
| 25-10-1961 | Лондон     | Англія            | 2 – 0     | Португалія        | Відбір до ЧС 1962  | -    |          |
| 22-11-1961 | Лондон     | Англія            | 1 – 1     | Північна Ірландія | Домашній чемпіонат | -    |          |
| 4-4-1962   | Лондон     | Англія            | 3 – 1     | Австрія           | товариський матч   | -    |          |
| 14-4-1962  | Глазго     | Шотландія         | 2 – 0     | Англія            | Домашній чемпіонат | -    |          |
| 9-5-1962   | Лондон     | Англія            | 3 – 1     | Швейцарія         | товариський матч   | -    |          |
| Усього     |            | Матчів            | 19        |                   | Голів              | 0    |          |

## Особисте життя
Свон є батьком п'ятьох синів: Гері працював шеф-кухарем і помер в 1998 році від раку шлунка у віці 39 років, Лі страждає від м'язової дистрофії, а Карл був професійним футболістом, виступав під керівництвом батька, а також за «Донкастер Роверс» та «Рочдейл».
Після завершення тренерської кар'єри Пітер довгий час керував рестораном в Честерфілді. У 2006 році опублікував свою біографію Setting The Record Straight, написану у співпраці з Ніком Джонсоном. З середини 2000-х років страждає від хвороби Альцгеймера.